# Frihamra
Frihamra is een plaats in de gemeente Norrtälje in het landschap Uppland en de provincie Stockholms län in Zweden. De plaats heeft 120 inwoners (2005) en een oppervlakte van 35 hectare. Frihamra wordt omringd door zowel landbouwgrond als bos en de bebouwing in de plaats bestaat voornamelijk uit vrijstaande huizen. De stad Norrtälje ligt zo'n vijftien kilometer ten oosten van het dorp.